# Rally Gibralfaro de 1982
El Rally Gibralfaro de 1982, oficialmente 11.º Rally Gibralfaro, fue la undécima edición y la decimoprimera cita de la temporada 1982 del Campeonato de España de Rally. Se celebró del 22 al 23 de mayo y contó con un itinerario de 139 km cronometrados.

## Clasificación final
| Pos. | Piloto           | Copiloto           | Automóvil            | Tiempo  | Diferencia |
| ---- | ---------------- | ------------------ | -------------------- | ------- | ---------- |
| 1.   | Genito Ortiz     | Guillermo Barreras | Renault 5 Turbo      | 1:32:02 | 0.0        |
| 2.   | Antonio Zanini   | Víctor Sabater     | Talbot Sunbeam Lotus | 1:32:55 | +0:53      |
| 3.   | Enrique Villar   | Federico Garrete   | Porsche 911 SC       | 1:34:18 | +2:16      |
| 4.   | Ricardo Villar   | Juan Antonio Díaz  | Porsche 911 SC       | 1:35:03 | +3:01      |
| 5.   | Mancebo González | José Blázquez      | SEAT 124-2100        | 1:43:25 | +11:23     |
| 6.   | Francisco Palomo | Pascual Aguilera   | SEAT 124-2000        | 1:45:59 | +13:57     |
| 7.   | Helio Tévar      | Pascual Concustell | SEAT 124-2000        | 1:47:27 | +15:25     |
| 8.   | Tomás Aranda     | Maillo             | SEAT 124-1800        | 1:48:22 | +16:20     |
| 9.   | José María Rueda | Mostazo            | SEAT 124-1800        | 1:56:28 | +24:26     |
| 10.  | J. Bataller      | del Campo          | Simca 1200 S         | 1:57:21 | +25:19     |